# 大布伦巴赫
大布伦巴赫（德語：Großbrembach，發音：[ˈɡʁoːsˌbʁɛmbax]）是德国图林根州瑟默达县曾经的一个市镇，与小布伦巴赫相邻，面积16.28平方千米，2017年12月31日人口为694人。2019年1月1日，大布伦巴赫所属的布特施泰特管理共同体解散，其与另外8个成员市镇并入市镇布特施泰特。